# 藤原忠経
藤原 忠経（ふじわら の ただつね）は、平安時代中期の貴族。藤原北家、権大納言・藤原道頼の子。官位は従四位下・左馬頭。

## 経歴
童名は薬勢。父・道頼が長徳元年（995年）に没していたことから、大叔父の藤原道長の後見を受け長保2年12月（1001年1月）に元服する。翌長保3年（1001年）従五位下・侍従に叙任されると、右兵衛権佐・左近衛少将といった武官や五位蔵人を経て、寛弘7年（1010年）に従四位下に叙される。三条朝に入ると、長和2年（1013年）左近衛少将を止められて左馬頭に転じるが、翌長和3年（1014年）正月に卒去。
寛弘3年（1006年）と長和2年（1013年）の二度に亘り、賀茂祭の勅使を務めた。

## 官歴
注記のないものは『権記』による。
- 長保2年（1000年） 12月13日：元服
- 時期不詳：叙爵（従五位下）
- 長保3年（1001年） 3月18日：侍従
- 長保4年（1002年） 4月17日：見兵衛佐[2]（右兵衛権佐か）
- 寛弘元年（1004年） 正月5日：従五位上。3月28日：昇殿[3]
- 寛弘2年（1005年） 3月6日：見右兵衛権佐[4]。6月19日：左近衛少将[3]
- 寛弘6年（1009年） 正月10日：五位蔵人
- 寛弘7年（1010年） 正月7日：従四位下[5]。正月9日：還昇
- 長和2年（1013年） 6月23日：左馬頭[4][6]。
- 長和3年（1014年） 正月：卒去[7]

## 系譜
- 父：藤原道頼
- 母：藤原永頼の娘（藤原南家貞嗣流出身）
- 妻：不詳
- 生母不明の子女
  - 男子：覚尋（1012-1081） - 天台座主第35世
  - 男子：日奉宗頼 - 武蔵七党の1つ西党の祖